# The Sims 4: Приключение в джунглях
The Sims 4: Приключение в джунглях (англ. The Sims 4: Jungle Adventure) — шестой игровой набор к компьютерной игре The Sims 4. Выход состоялся 27 февраля 2018 года на цифровой платформе Origin. Набор добавляет возможность исследовать тропические леса и руины покинутой цивилизации в поисках сокровищ, в введённом игровом мире — Сальвадораде.
Хотя разработчики изначально сомневались о целесообразности выпускать дополнение о приключениях в катакомбах, указывая на то, что такая тема собирает достаточно узкий круг игроков, они всё такие решились посвятить игровой набор данной теме. За основу культуры Сельвадорады была взята тропическая местность центральной Америки, а руины создавались по подобию майянских. Ограниченность локаций была решена введением динамичного участка, чей внутренний интерьер меняется с каждой новой поездкой в Сельвадораду.
Игровые критики с одной стороны похвалили игровой набор за его большую локацию и разнообразие действий, которые несомненно придутся по душе игрокам, любящим искать для своих симов разные испытания. С другой стороны критики заметили, что аналогичное дополнение к The Sims 3 — «Мир Приключений» предлагало во много раз больше интересных локаций и возможностей исследовать катакомбы.

## Геймплей
Игровой набор добавляет игровой мир — Сельвадораду (англ. Selvadorada), которая представляет собой тропическую местность с древними руинами, похожими на мезоамериканские, которые персонаж может исследовать. Сельвадорада поделена на несколько районов; Рынок Пуэрто Ламанте, населённый местными жителями, там находится столовая, местный музей и Джунгли Беломисии, состоящие из обширных тропических лесов, водопадов и спрятанных среди них омесканских руин. Сим может взять отпуск до семи дней и снять в аренду один из нескольких участков.

Изображение джунглей Сальвадорады

Исследуя джунгли, сима будут ждать разные опасности в виде ядовитых насекомых, также он может исследовать тайные проходы, которые приведут к новым участкам леса, водопадам и руинам. С такими развитыми навыками, как спорт, логика, механика, рыболовство и садоводство, путешествие сима будет гораздо безопаснее. В конце концов симу предстоит исследовать заброшенный храм, испещрённый ловушками, которые сим может пройти, однако его ждут разные опасности в виде поджога, метания ядовитыми дротиками, проклятиями и т. д. По пути персонаж может находить разные ценные артефакты и сокровища. Некоторые из данных артефактов представляют собой объекты декора, другие содержат в себе магические силы, которые могут благословлять или проклинать персонажа.
Чтобы лучше подготовиться к путешествию, сим может купить снаряжение и товары на местном рынке, например: мачете для расчистки зарослей или спрей от насекомых. Там же, общаясь с местными жителями, сим может изучать культуру Сельвадорады, в том числе узнать местное приветствие, песни для гитары и особые танцевальные движения. Также набор добавляет навык — археологию, которая позволяет персонажам исследовать разные артефакты и устанавливать их ценность. Помимо этого в наборе появляется оккультная форма жизни — скелеты. Это могут быть либо NPC, которых сим может встретить при изучении храма, призвать с помощью артефакта или же временным состоянием самого управляемого персонажа, который он получает в результате проклятья. Скелеты не нуждаются в гигиене, еде и туалете, также им доступны уникальные действия. Набор добавляет множество одежды в мексиканском стиле и коллекцию мебели для гостиной, спальни, ванной и кухни в испанском колониальном и мексиканском стиле.
Для более комфортного путешествия в джунглях, рекомендуется установить игровой набор «В поход», благодаря которому симы смогут брать с собой походные вещи, чтобы устраивать на месте исследования стоянки для отдыха и сна. Также навык траволечение из первого набора позволяет изготавливать и использовать мазь, защищающую от опасных насекомых.

## Создание и выпуск
Ещё с момента выпуска базовой The Sims 4, часть игроков высказывала желание видеть в игре возможность путешествовать и исследовать руины, как это было в «The Sims 3: Мир приключений».
Вопрос о создании вероятного дополнения о приключения впервые поднимался ещё в апреле 2016 года, когда SimGuruGraham ответил, что выпуск такого дополнения скорее маловероятен, так как тема приключений интересовала более узкий круг игроков, а также содержимое дополнения «Мир приключений» вызывало много споров у фанатов в своё время. Разработчик заметил, что создание таких расширений, как «Питомцы» и «Времена» года более вероятны, так как подобные темы востребованы у игроков.
Тем не менее команда разработчиков решила связать тему приключений с одним из будущих игровых наборов, разработка началась в 2017 году. Так как количество участков с руинами было ограниченно, разработчики ввели механизм изменения планировки храма после его прохождения. Мир, над которым разработчики работали — отличается от всех остальных раннее созданных. В качестве основной темы игрового мира было решено сделать тропическую местность наподобие центральной Америки, где персонажи могут изучить древние храмы, похожие на майанские.
Впервые о предстоящем выходе набора, завязанного на теме приключений стало известно 2 января 2018 года. 6 февраля описание набора случайно появилось в Origin и быстро утекло в сеть. Официальный анонс набора состоялся 13 февраля 2018 года. Выход набора состоялся 27 февраля 2018 года, который доступен для онлайн-покупки на цифровой платформе Origin для персональных компьютеров Windows и Mac OS. В физическом издании игровой набор стал доступен в составе коллекции The Sims 4 Коллекция 6 (англ. The Sims 4 Bundle Pack 6) 16 марта 2018 года. 4 декабря 2018 года дополнение вышло для игровых приставок PlayStation 4 и Xbox One.

## Музыка
Вместе с игровым набором в игру The Sims 4 бли добавлены две музыкальные станции, традиционная латиноамериканская музыка и поп-латино.
| №   | Название           | Автор(ы)           | жанр/звучит вː | Длительность |
| --- | ------------------ | ------------------ | -------------- | ------------ |
| 1.  | «Yo Quiero Vivir»  | Adexe & Nau        | Поп-латино     | 3:31         |
| 2.  | «Sleep Talking»    | Шарлотта Лоуренс   | Поп-латино     | 3:46         |
| 3.  | «Fiesta y Vacilon» | Mozart La Para     | Поп-латино     | 3:11         |
| 4.  | «Fwaybo»           | Sol y Lluvia       | Поп-латино     | 3:24         |
| 5.  | «Tumbamurallas»    | Systema Solar      | Поп-латино     | 3:33         |
| 6.  | «Reconqista»       | Адан Дрейк         | Латино         | 2:46         |
| 7.  | «Boboz Mokorez»    | Frio y Luvioso     | Латино         | 2:59         |
| 8.  | «Creekazon»        | El Impactante      | Латино         | 3:34         |
| 9.  | «Cloz Pomorez»     | Los Amantes        | Латино         | 2:08         |
| 10. | «Dajenzo»          | Chica Desaparecida | Латино         | 3:36         |

## Восприятие
| Иноязычные издания | Иноязычные издания |
| Издание            | Оценка             |
| ------------------ | ------------------ |
| Sagamer            | 8,5/10             |
| Twinifite          | 4/5                |
| Meristation        | 6,5/10             |

Игровой набор получил в основном положительные оценки от критиков. Сайт TheGamer назвал «Приключение в Джунглях» вторым лучшим игровым набором в The Sims 4. Также набор оказался четвёртым самым популярным среди игроков.
Эбигэил Холден, представитель сайтa Sagamer дал набору оценку 8,5 из 10. Он отметил, что набор станет настоящим праздником для игроков, которые любят отправлять своих симов в походы и приключения. В частности набор представляет новый, красочный и обширный мир Сельвадорады, наполненный своими тайнами и опасностями, с которыми по мере прохождения будет сталкиваться сим, особенно если он плохо подготовится. Факт того, что планировка храма каждый раз меняется, является по мнению критика несомненным преимуществом дополнения и будет мотивировать игрока снова и снова исследовать храм. Тем не менее, игровой набор лишён тех разнообразных квестов, которые есть в «The Sims 3: Мир приключений» и скорее напоминает пошаговое прохождение. Критику пришлась по душе новая и яркая коллекция мебели, которая позволит придать жилому участку южноамериканский колорит. Похожего мнения придерживается и Ямилия Авендано, назвав «Приключения в джунглях» раем для симов-нердов, лучшим и самым объёмным игровым набором, напоминающем скорее маленькое дополнение. На его фоне первый набор с похожей идеей провождения в природе — «В поход» выглядит жалко и провально. Редакция IGN назвала расширение достойным, которое сумеет затянуть игрока на несколько часов в подряд, оценила новую коллекцию мебели. Однако несмотря на крайне интересную идею, редакция считает, что разработчики «упустили свою возможность», дополнение далеко не наделено такой масштабностью, как например «The Sims Castaway Stories» или «The Sims Medieval», которые позволяли игроку буквально погружаться в новый экзотический и опасный мир, а знакомство с Сельвадорадой закачивается чересчур быстро. 
Представитель Forbes, сравнивая дополнение с другими играми, затрагивающими тему майянских руин, оценил аккуратное изображение местной культуры
Алехандро Кастилло, критик сайта Meristation оставил более сдержанный отзыв о наборе. В частности он заметил, что мир Сельвадорады получился красочным и интересным, тем не менее путешествие по джунглям выглядит запутанно и игрок может легко заблудится. Критику понадобилось около пяти часов реального времени, чтобы пройти все возможные квесты и джунглях и исследовать руины. Несмотря на визуальную красоту окружающего мира, Алехандро счёл само приключение скучным, лишённым сложных квестов, а исследования сводятся к открытию новых маршрутов в лесу, что будет интересно игроку только один раз. Само изучение и так небольших катакомб сводится к тому, что сим долго и скучно изучает предметы, или же вслепую пытается нажать рычаги. Критик предупредил, что данный набор совершенно не подойдёт тем игрокам, которые ожидают тему туризма или отдыха на пляже, тем не менее набор обязательно стоит попробовать игрокам, любящим отправлять своих симов в опасные приключения.
Отдельно игровой набор раскритиковала редакция GameRant за культурную нечувствительность, в частности за то, что игровой персонаж может разворовывать сокровища — культурное наследие местных жителей Сельвадорады. Одновременно их местная культура хоть и колоритна, но изображена слишком поверхностно, в отличие от полинезийской и японской культур из дополнений «Жизнь на Острове» и «Снежные Просторы».